# Carl Fletcher
Carl Neil Fletcher (Camberley, 7 april 1980) is een voormalig betaald voetballer uit Wales die met West Ham United actief was in de Premier League. Zijn positie was defensieve middenvelder. Fletcher speelde 36 interlands in het Welsh voetbalelftal. Op 6 februari 2008 scoorde Fletcher tegen Noorwegen.

## Clubcarrière
Fletcher speelde zeven jaar voor Bournemouth, van 1997 tot 2004. Via deze club kwam hij in augustus 2004 bij toenmalig tweedeklasser West Ham United terecht.
Met West Ham promoveerde Fletcher naar de Premier League in 2005. In mei 2006 trad Fletcher aan in de finale van de FA Cup tegen Liverpool. Fletcher verving de geelgeschorste Hayden Mullins centraal op het middenveld. West Ham verloor na strafschoppen. Zijn enige Premier League-doelpunt maakte Fletcher voor West Ham tegen Tottenham Hotspur op 7 mei 2006, een thuiswedstrijd op Upton Park. De spelers van Spurs leden toen aan een voedselvergiftiging, waarnaar een onderzoek werd opgestart door de Londense politie. De finale van de FA Cup was Fletchers laatste wedstrijd voor West Ham. In de zomer van 2006 verhuisde hij voor een bedrag van £ 400.000 ,- naar Championship-club Crystal Palace. 
Bij Palace groeide Fletcher uit tot aanvoerder. Hij speelde drie jaar op Selhurst Park. In 2008 en 2009 leende Palace hem uit aan achtereenvolgens Nottingham Forest en Plymouth Argyle. Hij scoorde bij zijn debuut voor Plymouth tegen Sheffield United op 21 februari 2009 (2–2).
Fletcher verliet Crystal Palace in 2009 en tekende een definitief overgenomen door Plymouth Argyle. In augustus 2009 kondigde Fletcher ook zijn pensioen aan als international voor het Welsh voetbalelftal. Fletcher bracht drie seizoenen door bij Plymouth. In 2011/2012 zette hij een punt achter zijn loopbaan als speler om zich te focussen op een carrière als trainer van vierdeklasser Plymouth.

## Trainerscarrière
Op 1 januari 2013 werd Fletcher prompt ontslagen door het clubbestuur.
In oktober 2013 hervatte Fletcher zijn spelerscarrière bij Barnet. In januari 2014 werd zijn contract ontbonden en stopte Fletcher definitief met profvoetbal.
Fletcher ging door als trainer en werd op 16 oktober 2019 trainer van Leyton Orient, een club die zijn wonden likte na het overlijden van trainer Justin Edinburgh.
In november 2019 werd Fletcher ontslagen als trainer van Leyton Orient.